# Mouvement pour les droits de l’Homme en Union soviétique
Dans les années 1980, un mouvement pour les droits de l’Homme en Union soviétique commence à apparaitre. Les personnes impliquées ont des convictions différentes. Certains souhaitent des droits civiques : liberté d'expression, de croyance religieuse, autodétermination nationale. Pour d’autres, il est crucial de rendre compte de manière véridique de ce qui se passe dans le pays, et non la version censurée par les médias officiels. Enfin, certains sont des communistes-réformateurs, qui souhaitent améliorer le système soviétique.
Peu à peu, sous la pression des actions et des réponses officielles, ces groupes et ces intérêts s’organisent. La lutte pour les droits civils et les droits de l'Homme se concentre alors sur les questions de liberté d'expression, de liberté de conscience, de liberté d'émigrer, de psychiatrie punitive et sur le sort des prisonniers politiques. Elle se caractérise par une nouvelle ouverture de la dissidence, un souci de légalité, et le rejet de toute lutte "souterraine" et violente.
Comme les autres dissidents de l'Union soviétique post-stalinienne, les militants des droits de l'homme subissent des mesures répressives : avertissements de la part de la police et du KGB, perte d’emploi, emprisonnement ou incarcération dans des hôpitaux psychiatriques, exil à l'intérieur du pays ou à l’étranger.

## Méthodes et activités

### Rôle des samizdats
La documentation des répressions politiques ainsi que les réactions des citoyens à celles-ci par le biais des samizdats ont contribué à l’émergence des mouvements des droits de l'homme. Les dissidents ont ainsi collecté et distribué des transcriptions, des lettres ouvertes et des appels relatifs à des cas spécifiques de répression politique.
L’un des premiers exemples de ce type d’usage est le compte-rendu du procès du poète Joseph Brodsky, en 1964, par la journaliste Frida Vigdorova,. Des documents similaires ont été repris par des dissidents, tels qu'Alexandre Ginsburg dans White Book (sur la parodie de procès Siniavski-Daniel en 1967), ou par Pavel Litvinov dans The Trial of the Four (sur le procès Galanskov–Ginsburg en 1968).
À partir de 1968, le périodique samizdat Chronique des événements en cours joue en rôle clé pour le mouvement des droits de l’Homme. Jusqu’en 1984, il produit 65 numéros, documentant ainsi les violations des droits de l’Homme commises par les autorités soviétiques, et les publications samizdat (tracts politiques, fictions, traductions…) qui circulaient parmi les opposants.

### Lettres de protestation et pétitions
Les Podpisanty, littéralement les signataires, sont des personnes ayant signés toute une série de pétitions adressées aux autorités et à la presse soviétique, afin de protester contre les procès politiques des années 60. Le pic est atteint lors du procès Galanskov–Ginsburg en janvier 1968. Les autorités offrent alors la possibilité aux Podpisanty soit de se rétracter, soit de subir une sanction professionnelle,. Néanmoins, en 1968, environ 1500 personnes avaient signés ces diverses pétitions.
Les écrivains Larissa Bogoraz et Pavel Litvinov ont été les premiers à diffuser à l’étranger une lettre ouverte pour protester contre le procès Galanskov–Ginsburg. Les appels à la communauté internationale et aux organismes de défense des Droits de l’Homme sont devenus par la suite une méthode courante de protestation employée par les premiers groupes de dissidents soviétiques tels que le Groupe d’initiative pour la défense des droits de l’Homme en URSS, le Comité pour la défense des droits de l’Homme en URSS et le Groupe Helsinki de Moscou.

### Manifestations
Bien qu’elles aient été limitées en nombre et en portée, certaines manifestations sont devenues des points de repères importants du mouvement pour les droits de l’Homme.
Le 5 décembre 1965, jour de la Constitution Soviétique, le meeting de la transparence devient la première manifestation publique et ouvertement politique de la période post-stalinienne, ainsi que la première organisée par un mouvement de défense des droits de l’Homme. En réaction au procès Procès Siniavski-Daniel, quelques dizaines de personnes se rassemblent sur la place Pouchkine pour réclamer un procès ouvert au public et aux médias, comme l’exige le code de procédure pénale de 1961. À partir de cette date, Les rassemblements silencieux deviennent événement annuel.
Un évènement similaire a lieu en janvier 1967, lorsqu’un groupe de jeunes manifestants se rassemble pour protester contre les arrestations d’auteurs de samizdats, et l’introduction dans le code pénal de nouveaux articles restreignant le droit de manifestation.
En réaction à l’invasion de la Tchécoslovaquie par le pacte de Varsovie, huit dissidents participent à la Manifestation du 25 août 1968 sur la Place Rouge. Ils sont arrêtés, et condamnés à des peines d'emprisonnement dans des camps de travail, au bannissement en Sibérie ou à l'incarcération en hôpital psychiatrique.
Le 30 octobre 1974, des dissidents initient un jour du prisonnier politique en URSS, pour attirer l’attention sur les conditions de détention des prisonniers politique dans le pays. Cette journée devient un évènement annuel, est marquée par des grèves de la faim dans les prisons et les camps de travail.

### Groupes de surveillance civique
Initiés par le Groupe d’initiative en 1969 et par le Comité pour la défense des droits de l’Homme en URSS en 1970, les premiers groupes soviétiques de défense des droits de l'homme ont légitimé leurs travaux en se référant aux principes inscrits dans la Constitution Soviétique de 1936 et aux accords internationaux.
Ces tentatives ont été reprises plus tard par le Groupe Helsinki de Moscou (fondé en 1977). Avec ceux qui l’ont imité dans les années suivantes, ils ont contribué à attirer l'attention internationale sur les dissidents des Droits de l'Homme. Leurs membres ont cependant été victimes de sévères répressions : emprisonnement, psychiatrie punitive ou exil.

### Aide mutuelle pour les prisonniers d’opinion
Les familles des dissidents arrêtés ont souvent souffert de répercussions sur leurs emplois ou leurs possibilités d’études. Ils se soutenaient alors mutuellement par le biais de réseaux informels de bénévoles. À partir de 1974, ce soutien est renforcé par la création du Fonds Soljenitsyne, par l’écrivain exilé et dissident Alexandre Soljenitsyne. Malgré des ressources limitées et la répression exercée par le KGB, ce fonds a permis de distribuer de l’argent et un d’apporter un soutien matériel.

## Contexte
Dans le sillage du rapport secret de Nikita Khrouchtchev, condamnant les crimes commis lors la période stalinienne, et suivant la période de dégel (Khrushchev Thaw) et de détente politique qui a suivi, plusieurs événements et facteurs ont constitué la toile de fond d'un mouvement dissident axé sur les Droits Civils et Humains.  

### Lectures de poésie sur la place Maïakovski
Le courant de dissidence connu plus tard sous le nom de mouvement pour les droits civils ou les droits de l'homme a reçu une impulsion majeure de la part de personnes préoccupées par la défense de la liberté littéraire et culturelle. 
En 1960 et 1961, puis en 1965, des lectures publiques de poèmes sur la place Maïakovski à Moscou (lectures de poèmes sur la place Maïakovski) ont servi de plate-forme à une dissidence littéraire à connotation politique. 
Provoquant des mesures allant de l'expulsion des universités à de longues peines de camp de travail pour certains des participants, ces rencontres régulières ont servi d'incubateur à de nombreux protagonistes du mouvement des droits de l'homme, dont l'écrivain Alexandre Guinzbourg et l'étudiant Vladimir Boukovski.